# Schnabelschuh
Ein Schnabelschuh (mlat. (Calcei) rostrati, mgr. Ῥωθώνια) ist ein nach wendegenähter Machart gefertigter Schuh, der mit einer auffällig langen Schuhspitze versehen ist. Ein weiterer Name der Schnabelschuhe ist Poulaines. Pigaciae hatten einen nach oben gebogenen skorpionschwanzartigen Schnabel.
Im Mittelalter bei allen gesellschaftlichen Schichten beliebt, wurde das Tragen von Schnabelschuhen im 14. Jahrhundert von Königen und Päpsten verboten.

## Archäologie

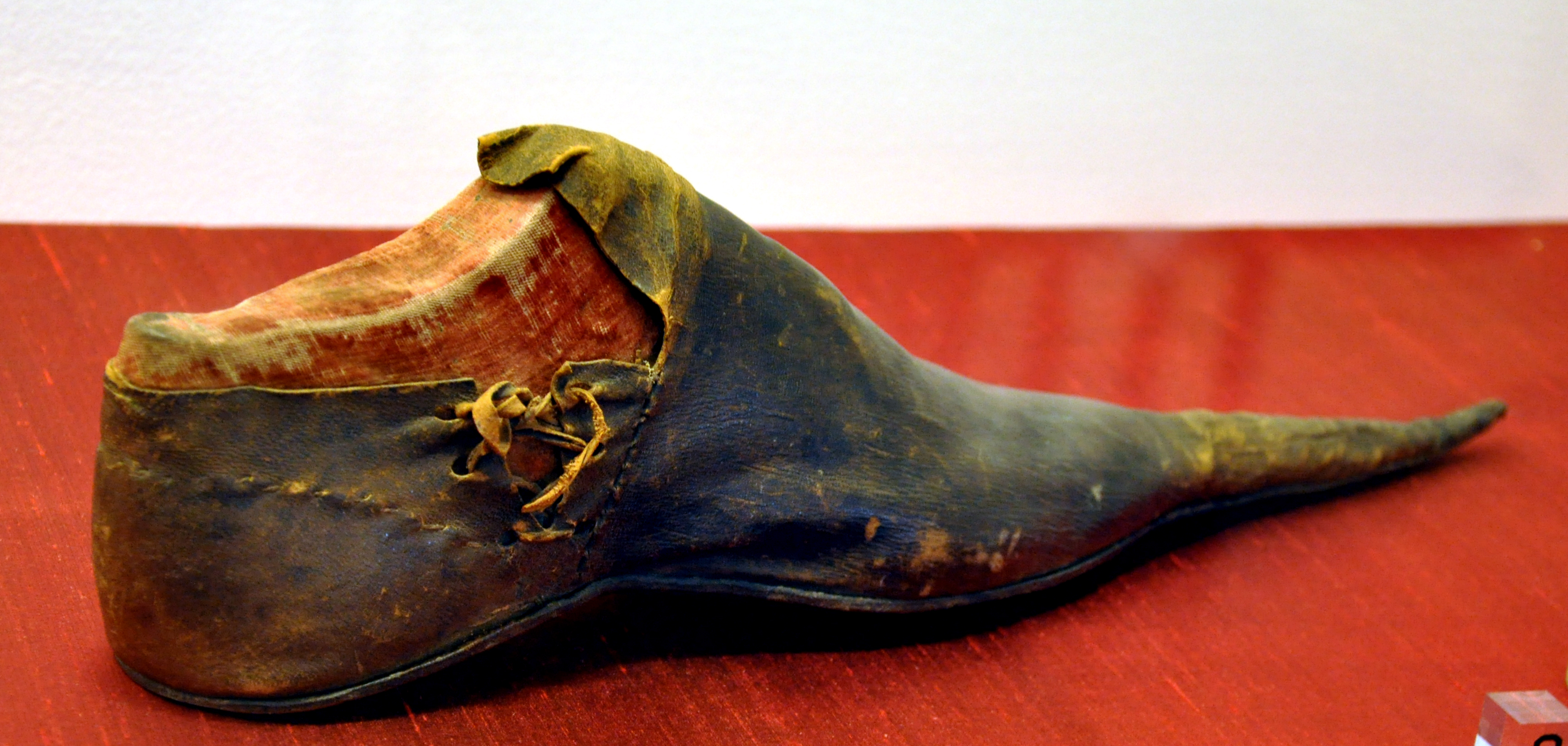
Schnabelschuh aus Spanien (Toledo?), 15. Jahrhundert (Museum Angewandte Kunst, Frankfurt am Main)

Schnabelschuhe sind eine Modeerscheinung, die sich primär in England und Frankreich ausbreitete. Interessanterweise ist deren Vorkommen in Mitteleuropa limitiert, wie die bislang gefundenen Beispiele zeigen.
Weiterhin war diese Mode offensichtlich eher den oberen Schichten der Gesellschaft vorbehalten, wie die Ausgrabungen bei Baynard’s Castle in London gezeigt haben. Hier war die königliche Garderobe im 14. Jahrhundert nicht weit entfernt.
Dieser Umstand wird auch von unzähligen Darstellungen im 14. und 15. Jahrhundert bestätigt, in denen nur die reiche Oberschicht solche Schuhe trug.
Allerdings ist bei bildlichen Quellen Vorsicht geboten. Einerseits gab es eine Form der Beinlinge, die eine dünne Ledersohle aufwiesen und fast ausschließlich im Haus oder eventuell außen mit Trippen getragen wurden. Diese Form findet man besonders oft in Gemälden des 15. Jahrhunderts; sie erweckt den Eindruck einer etwas längeren Spitze. Andererseits wurde die Oberschicht mit solchen Schnabelschuhen dargestellt, weil sie ein Statussymbol waren. Die Häufigkeit der Darstellung ist insbesondere in Mitteleuropa nicht mit den Funden in Einklang zu bringen. Der Schluss liegt nahe, dass hier die gesellschaftliche Stellung hervorgehoben werden sollte und die Bilder einen verzerrten Eindruck erwecken.

## Historisches

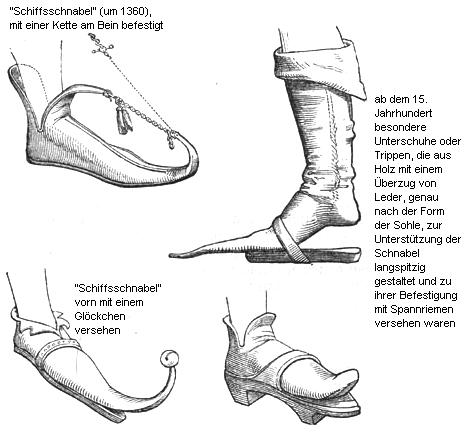
Verschiedene Schnabelschuhe (Umzeichnung aus dem 19. Jahrhundert; für die nach oben gebogene oder sogar gebundene Art gibt es keine historischen Nachweise)

Vorbilder der beschriebenen Schnabelschuhe sind schon im 2. Jahrtausend v. Chr. auf Abbildungen hethitischer Götter und Könige zu sehen. In der Forschung werden sie ebenfalls als Schnabelschuhe bezeichnet.
Ob Schnabelschuhe ihre Entstehung (um 1090) dem Grafen Fulko von Anjou oder Angers zu verdanken haben, der wegen seiner deformierten Füße lang zugespitzte Schuhe trug, ist fraglich. Spitz zulaufende Schuhe mit moderater Spitze wurden zwar seit jener Zeit getragen, aber üblich war fast immer die runde Form.
Möglicherweise kamen sie in Europa zuerst bei den Polen auf, worauf vielleicht der früheste englische Name Cracowes (von Krakau) hinweist; doch schon zuvor wurden sie im Orient getragen.
Der Autor des Eulogium Historiarum datiert ihre erste Erscheinung auf die Jahre 1361–1362:

“Eodem anno et in anno praecedenti tota communitas Anglicana versa. […] Habent etiam sotulares rostratas in unius digiti longitudine quae Crakowes vocantur; potius judicantur ungula daemonum quam ornamenta hominum.”

„In diesem Jahr [1362] und dem vorangegangenen wurde die ganze englische Gesellschaft auf den Kopf gestellt. […] Man hat neuerdings Schuhe mit fingerlangen Spitzen, die man Crakowes nennt. Sie wirken eher wie die Teufelskrallen, nicht wie Bekleidung für Menschen.“

Ein im August 1215 von dem Kardinal Robert of Courçon herausgegebenes Edikt für die Pariser Universität ging unter anderem auf das Schuhwerk der Dozenten „in sotularibus“ (in Schuhen mit Spitzen) ein: „Sotulares non habeat sub capa rotunda laqueatos, nunquam liripipiatos“ (zum runden Käppchen dürfen keine verzierten Schuhe, erst recht keine Schuhe mit Spitzen getragen werden).
Schnabelschuhe wurden zuerst im späten 14. Jahrhundert populär – in den 1380er Jahren, vielleicht schon in den 1370er Jahren – und waren um 1400 schon wieder aus der Mode. Allerdings wurden sie in der Mitte des 15. Jahrhunderts erneut derart beliebt, dass Kleiderordnungen erlassen wurden, um ihre Verwendung und damit verbundene Exzesse zu regulieren. 1463 (zur Zeit Edwards IV.) wurde angeordnet, dass kein Ritter, Knappe, Adliger oder sonst eine Person Schuhe mit Spitzen länger als 2 Zoll tragen durfte. 1465 wurde der Erlass dahingehend verschärft, dass kein Schuster oder Schuhmacher Schuhe mit längeren Spitzen als 2 Zoll herstellen durfte. Selbst aus dieser Zeit sind aber keine Schuhe mit den oft zitierten Überlängen bekannt.
Im Laufe der Zeit trugen nicht nur die Adligen, sondern alle Schichten Schnabelschuhe, weswegen die Länge der Schuhspitze in Kleiderordnungen genau geregelt wurde und sich am sozialen Stand des Trägers orientierte. Daher stammt auch die Redensart „auf großem Fuß leben“. Trotz aller Reglementierungen hielten sich die Schnabelschuhe bis gegen das Ende des 15. Jahrhunderts, als an ihre Stelle die Entenschnäbel und später die ganz stumpfen Bärenklauen oder Ochsenmäuler traten.

## Die Länge der Spitzen
Gelegentlich wird behauptet, dass die Spitzen der Schnabelschuhe so lang gewesen seien, dass sie an das Knie oder den Gürtel angebunden werden mussten. Es gibt für solche Behauptungen keine Grundlage.
Sie beziehen sich auf zwei Fragmente einer Beschreibung aus dem 18. Jahrhundert eines Gemäldes von James I. von Schottland, die seitdem nie bestätigt wurde, und auf Behauptungen von zwei Antiquaren des späten 16. und frühen 17. Jahrhunderts, Stow und Camden. Stow gibt keine Quelle an. Camden bezieht sich auf das oben aufgeführte Zitat aus Eulogium Historiarum, seine Übersetzung ist aber nicht zuverlässig.
Wie zum Beispiel die Ausgrabungen in London und Dordrecht zeigen, betrug die Spitzenlänge in der Regel ca. ein Fünftel der Fußlänge (93 von 210 gefundenen Schuhen in Baynard’s Castle), die längsten Spitzen waren etwa einen halben Fuß lang (7 von 210 Schuhen).

## Herstellung
Schnabelschuhe waren wendegenäht. Das heißt, sie wurden zunächst mit der Innenseite nach außen genäht und dann gewendet. Dabei war die Spitze eine besondere Herausforderung, da sie nicht gewendet werden konnte. Daher wurde die Spitze erst nach dem Wenden des Schuhs mit versteckten Stichen genäht.
Dass die Schnabelschuhe für den rechten und den linken Fuß verschieden geschnitten wurden, war nicht neu. Die Mode, ein Paar gleiche Schuhe, also ohne Links-Rechts-Unterscheidung herzustellen, war erst im 17. Jahrhundert für einige Zeit populär, wurde aber dann wieder aufgegeben.

## Sonstiges

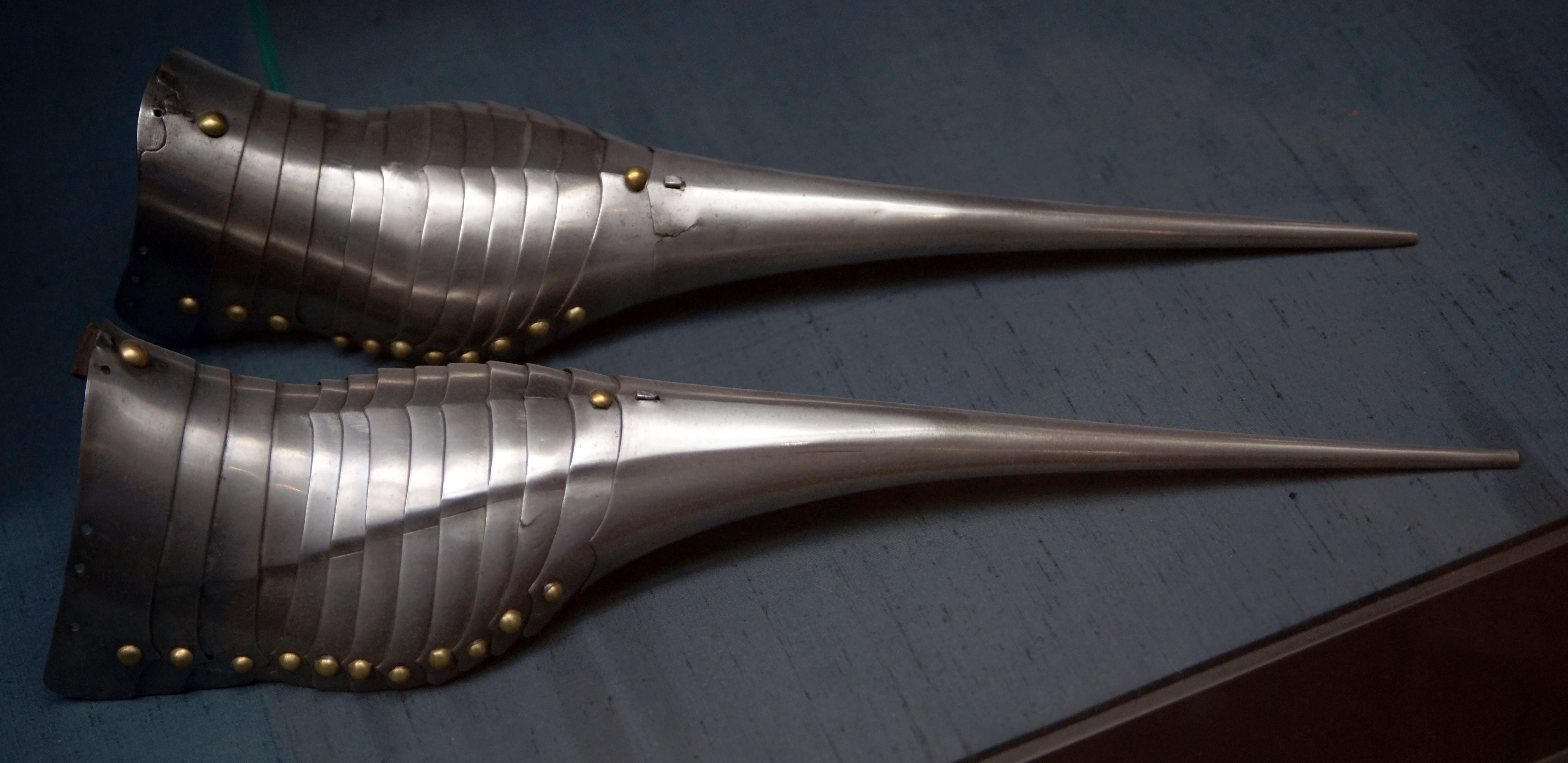
Eisenschuhe vom Harnisch Kaiser Maximilians I. um 1485

Zu den Schnabelschuhen kamen in der ersten Hälfte des 15. Jahrhunderts bei beiden Geschlechtern Trippen hinzu (Holzsohlen mit Riemenbefestigung). Diese Unterschuhe waren genau wie die Schnabelschuhe langspitzig gestaltet. Ziel der hölzernen Sohlen war es, die feinen Stoffe sowie das Leder möglichst zu schonen.
Die zivile Mode spiegelte sich oft im Design von Rüstungen wider. Auch Schnabelschuhe finden sich in Prunkharnischen wieder, z. B. in dem des Erzherzogs Siegmund (gefertigt 1485 von Meister Helmschmied aus Augsburg).